# L'Hostalet
l'Hostalet o els Hostalets és una masia al veïnat de Sant Julià de Fréixens, al terme municipal de Vallcebre (al Berguedà). Està situada a una alçada de 811,4 msnm. Forma part de l'Inventari del Patrimoni Arquitectònic de Catalunya.
Masia de planta baixa, un pis i golfes amb coberta a dues vessants i el carener perpendicular a la façana orientada a ponent. Les finestres es distribueixen pels murs de migdia i ponent i són de petites dimensions fetes amb totxo. Els murs de maçoneria estan arrebossats però es conserven en mal estat.
La masia fou construïda al peu del riu de Saldes, prop del molí fariner de Boixons, a finals del segle xviii. La casa adquirí gran protagonisme a començaments del segle XX quan s'hi instal·là una estació del telefèric que comunicava l'estació minera de l'Espà amb Saldes i que tenia una llargada d'11.700 m. Des dels Hostalets el carbó era transportat a l'Estació de Guardiola de Berguedà mitjançant camions. Aleshores la casa fou reconvertida en hostal, molt actiu gràcies a l'explotació minera i a la proximitat del molí fariner de Boixons. El telefèric fou construït per la societat alemanya "Adolf Bleichert" i companyia.